# Erica cunoniensis
Erica cunoniensis är en ljungväxtart som beskrevs av E.G.H. Oliver. Erica cunoniensis ingår i släktet klockljungssläktet, och familjen ljungväxter. Inga underarter finns listade i Catalogue of Life.